# 東桂站
東桂站（日语：／ Higashikatsura eki */?）位於日本山梨縣都留市桂町，屬於富士急行大月線的車站，車站編號為FJ10。

## 歷史
1929年（昭和4年）6月19日：開業。

## 車站結構
對向式月台2面2線的地面車站。

### 月台配置
| 月台 | 路線        | 方向 | 目的地                             | 備註         |
| ---- | ----------- | ---- | ---------------------------------- | ------------ |
| 1    | ■富士急行線 | 下行 | 富士山、富士急高原樂園、河口湖方向 |              |
| 1    | ■富士急行線 | 上行 | 大月、東京、甲府方向               | 通常在此月台 |
| 2    | ■富士急行線 | 上行 | 大月、東京、甲府方向               | 主要在待避時 |

## 使用情況
2013年度（平成25年度）1日平均上下車人次為506人。

## 相鄰車站
富士急行
■大月線
十日市場（FJ09）－東桂（FJ10）－三峠（FJ11）

## 外部連結
- 東桂站 （页面存档备份，存于） - 富士急行